# Serrinha (Bahia)
Serrinha is een gemeente in de Braziliaanse deelstaat Bahia. De gemeente telt 73.859 inwoners (schatting 2009).
De plaats is de zetel van het rooms-katholieke bisdom Serrinha.

## Aangrenzende gemeenten
De gemeente grenst aan Água Fria, Barrocas, Biritinga, Candeal, Conceição do Coité, Ichu, Lamarão en Teofilândia.